# Victor Henry (peintre)
Pour les articles homonymes, voir Henry.
Ne doit pas être confondu avec Victor Henry.
Victor Henry, né le 9 décembre 1854 à Paris où il est mort le 15 novembre 1942, est un peintre français.
Il ne doit pas être confondu avec le peintre Henri Victor (1929-2018).

## Biographie
Désiré Henry est le fils de Jacques Marie Henry, maçon, et de Louise Julienne Leclair, journalière.
Élève d'Auguste Allongé et François Rivoire, il expose au Salon à partir de 1890, puis devient membre de la Société des artistes français.
Il épouse Louise Augustine Boyard (1855-1942).
Il meurt à l'hôpital Cochin à l'âge de 87 ans, suivi dans la mort par son épouse trois jours plus tard. Ils sont inhumés respectivement les 19 et 23 novembre 1942 au cimetière du Montparnasse.